# Adamus
Adamus (лат.) — род жуков из семейства чернотелок (триба Platynotini). Около 5 видов.

## Распространение
Встречаются в южной и юго-восточной Азии: Индия и Мьянма.

## Описание
Жуки чёрного цвета, длина тела 8,5 — 12,5 мм. 7 — 11-й членики усиков поперечные. Скутеллюм узкий. Бока пронотума округлые. Надкрылья с 9 рядами бороздок. Крылья редуцированы. В составе рода 6 видов. Род включают в состав трибы Platynotini из подсемейства Blaptinae (ранее их рассматривали в составе подсемейства Tenebrioninae) и он близок к родам Platynotoides и Platynotus.
- Adamus barkudensis (Blair, 1922)
- Adamus bellaryensis (Kaszab, 1975)
- Adamus mediocris (Fairmaire, 1896)
- Adamus micrositoides (Kaszab, 1975)
- Adamus opatroides (Kaszab, 1975)
- Adamus sikkimensis (Kaszab, 1975)